# ملحق دبلوماسي

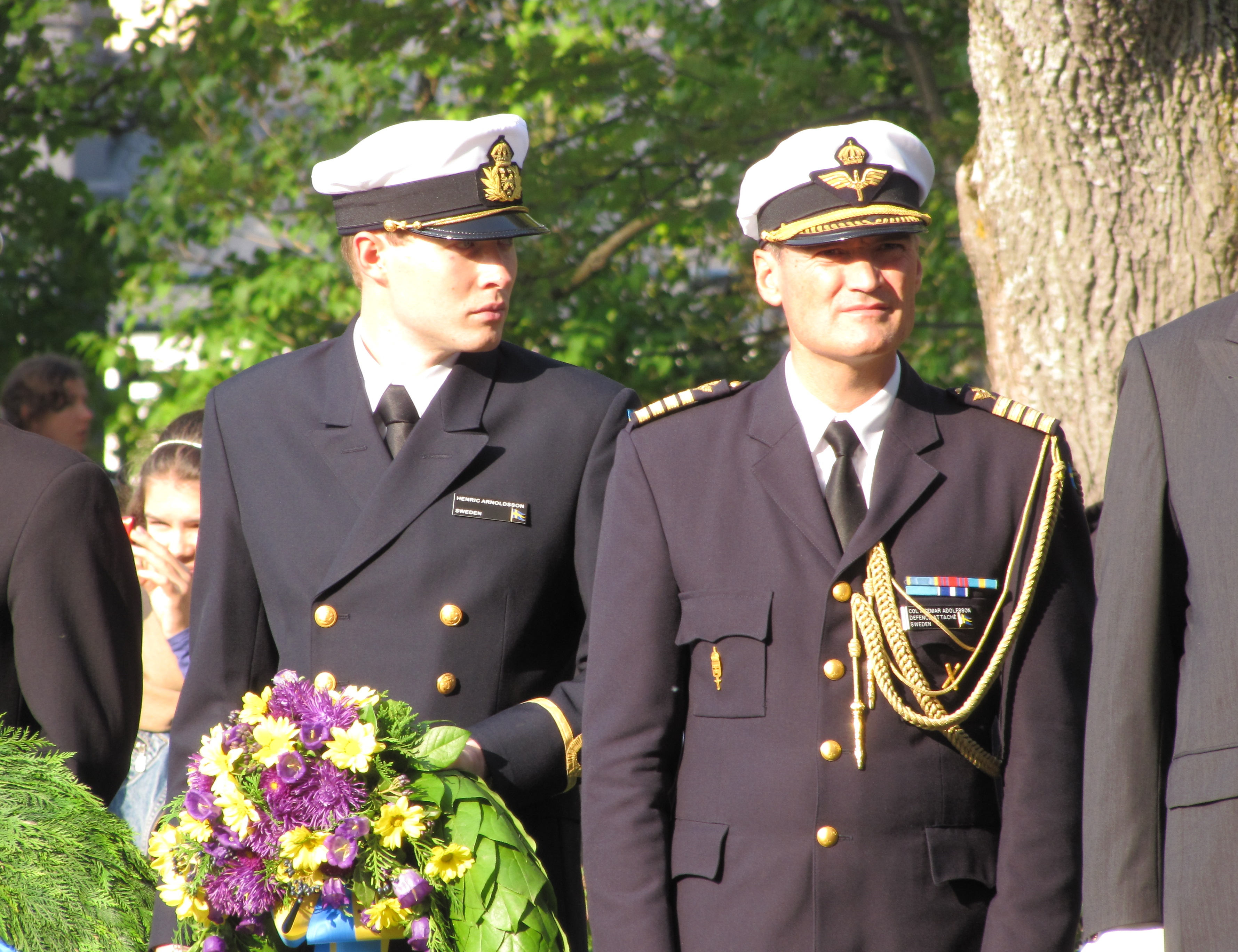

في الدبلوماسية، الملحق (بالفرنسية: Attaché)‏ هو شخص يتم تعيينه («يتم إلحاقه») بالطاقم الدبلوماسي أو الإداري لشخص أعلى رتبة أو خدمة أو وكالة أخرى. بالرغم من أن الكلمة الفرنسية دخيلة، إلا أن الكلمة باللغة الإنجليزية لا يتم تعديلها وفقًا للجنس. 
الملحق هو عادة مسؤول، يعمل في الغالب في منظمة حكومية دولية أو في وكالة أو منظمة غير حكومية دولية، إما كدبلوماسي أو كعضو في فريق الدعم، تحت سلطة سفير أو رئيس آخر لبعثة دبلوماسية، يراقب الملحقون مختلف القضايا المتعلقة بمجال تخصصهم التي قد تتطلب بعض الإجراءات. ولتحقيق هذه الغاية، يمكن أن يعلق الملحقون على التخطيط للأحداث التي ستحضر، والقرارات التي سيتم اتخاذها، وإدارة الترتيبات وجداول الأعمال، وإجراء البحوث، والعمل كممثل لمصالح دولتهم عند الضرورة، لأنواع المنظمات المذكورة سابقًا، وكذلك للأكاديميات الوطنية والصناعة.
في بعض الأحيان يكون للملحق مسؤوليات أو خبرات خاصة. تشمل الأمثلة الملحق الثقافي والملحق الجمركي والملحق العمالي والملحق القانوني والملحق العسكري والملحق الصحفي، والملحق الزراعي، والملحق التجاري، والملحق البحري، والملحق العلمي.

## ملحق عسكري
عادة، يعمل الملحق العسكري في السلك الدبلوماسي للسفارة أو القنصلية مع الاحتفاظ بلجنة عسكرية.

## ملحق علمي
يقدم الملحق العلمي النصح بشأن القضايا المتعلقة بالعلم والتكنولوجيا.

## ملحق صحي
يقدم الملحق الصحي النصح بشأن القضايا الصحية العالمية وقد يؤدي وظائف متعددة.

## بلجيكا
في وزارات الدولة الفيدرالية البلجيكية، يتم استخدام هذا المصطلح منذ عام 2005 ليحل محل مصطلح مساعد مستشار (باللغة الهولندية) أو conseiller-adjoint (بالفرنسية).

## كولومبيا
يتم تعيين الملحقين في كولومبيا من ذوي العمر الصغير.  ويعتبر هذا الإجراء جزء من سياسة التحرر السياسي التي وضعها الرئيس ألفارو أوريبي.

## قائمة المراجع
- كولين، جلين ت. (1999).«الاستعداد للمعركة: تعلم الدروس في الجيش الأمريكي خلال الحرب العالمية الأولى.» قيادة الجيش الأمريكي وكلية الأركان العامة (CGSC ، مكتبة الأبحاث الأسلحة المشتركة.
- مكتب رئيس الأركان شعبة المعلومات (العسكرية) الثانية. (1906). تقارير المراقبين العسكريين الملحقة بالجيوش في منشوريا خلال الحرب الروسية اليابانية، المجلد. أنا؛ (1907). المجلد II. واشنطن العاصمة: مكتب الطباعة الحكومي.
- سيسمور، جيمس د. (2003). «الحرب الروسية اليابانية، دروس لم نتعلمها.» CGSC.
- ---. (1907). الحرب الروسية اليابانية، تقارير من الضباط البريطانيين المرفقة بالقوات اليابانية في الميدان، المجلد. أنا؛ (1908). المجلد II. لندن: هيئة الأركان العامة.